# Showbühne Mainz

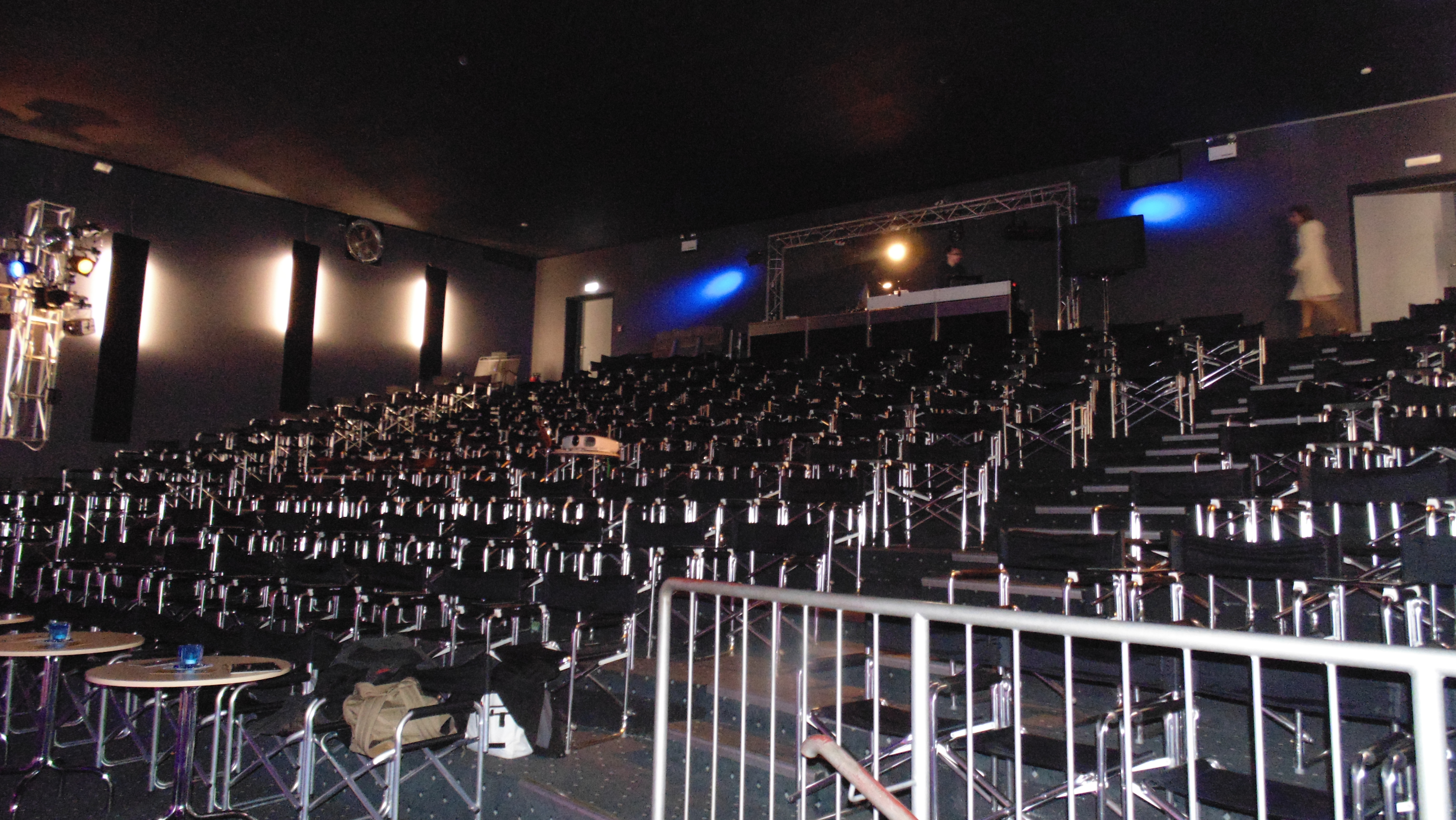
Blick vom Eingangsbereich / Bühne in den Zuschauerraum (alter Standort Große Bleiche)

Die Showbühne Mainz war ein freies und privates Theater im ehemaligen CC1 Kino an der Großen Bleiche in Mainz.
Das Programm bestand hauptsächlich aus Unterhaltung in den Bereichen Kabarett, Komödien, Musicals, Satiren, Kleinkunst und Musik. Der Saal fasste rund 200 Gäste.
Seit der Eröffnung am 1. Mai 2006 wurde das Theater in der Landeshauptstadt von Daniela und Sebastian W. Wagner geleitet und bot neben diversen Eigenproduktionen auch mehreren freien Theatergruppen eine Spielstätte. Am 21. Mai 2016 wurde das zehnjährige Bestehen in einer eigens dafür konzipierten Revue gefeiert.
Die Showbühne Mainz finanzierte sich aus eigenen Mitteln und durch Werbung auf Flyern und im Programmheft, aber ohne staatliche Zuschüsse. Für das im September 2016 uraufgeführte Musical "Backstage", gab es erstmals eine Crowdfunding-Kampagne.
Zum 31. Dezember 2016 mussten die bisher genutzten Räumlichkeiten in der Großen Bleiche geräumt werden. Alternative Standorte haben sich bislang nicht ergeben.
Um die Reihe der erfolgreichen Musicals fortsetzen zu können, wurde am 11. Dezember 2016 der Trägerverein Showbühne Musicals e.V. gegründet. Dieser soll zukünftige Produktionen organisatorisch, personell und finanziell unterstützen.     